# Sigbin
El Sigbin o Sigben es una criatura en la mitología filipina que se dice que sale por las noches para chupar la sangre de sus víctimas a través de sus sombras. Se dice que camina de espaldas con su cabeza entre su patas traseras, y tiene la habilidad de volverse invisible y de volver invisible a otras criaturas, especialmente humanos. Se parece a una cabra sin cuernos, pero tiene orejas muy grandes y una cola larga, flexible que puede utilizar como látigo. Se dice que sus heces son de oro y que emite un olor nauseabundo.
Se cree que sale de su guarida durante Semana Santa, buscando niños que matará por sus corazones, los cuales usa como amuletos.
Según la leyenda, hay familias conocidas como Sigbinan ("quienes poseen un Sigbin") cuyos miembros poseen el poder de comandar a estas criaturas, y se dice que mantienen al Sigbin en tarros hechos de arcilla. El Aswang se dice los tiene como mascotas, junto con otra criatura mítica, un pájaro conocido como el Wak Wak.
Hay especulación de que la leyenda puede estar basada en avistamientos de una especie de animal real que es raramente visto; basándose en la descripción del Sigbin en literatura popular, la especie animal podría estar relacionada con el canguro. Con el descubrimiento reciente en la isla de Borneo del gato-zorro, una especie nueva potencialmente carnívora descrita teniendo las piernas traseras más largas que sus piernas delanteras, ha sido postulado que los avistamientos del Sigbin de hecho pueden ser avistamientos de un miembro o pariente de la especie del gato-zorro.
El mito es popularmente conocido en las islas Bisayas y Mindanao.

## En la cultura popular
El Sigbin es el objeto de la canción de la banda Bisaya Junior Kilat, titulado Original Sigbin.